# Polonez Warszawa
Polonez Warszawa ist ein polnischer Sportverein aus Warschau.

## Geschichte
Der Verein wurde 1954 als Stal Warszawa gegründet. 1972 erfolgte eine Umbenennung in Stal FSO Warszawa, 1979 in Polonez Warszawa.

## Badminton
Im Badminton gewann Polonez Warschau zahlreiche Medaillen bei den nationalen Titelkämpfen.

## Fußball
Im Fußball startete der Verein im polnischen Fußballpokal 1983/84, 1986/87 und 1987/88. In den 1980er Jahren spielte der Klub in der 2. polnischen Liga.